# Golf du Mont Garni
Golf du Mont Garni is een Belgische golfclub in Baudour in Henegouwen.
Mont Garni is de eerste openbare golfbaan in België.
De 18-holes golfbaan is in 1987 ontworpen door de Ierse golfbaanarchitect Tom McAuley en de Belgische tuinarchitect Jean-Noel Capart. Het bestaat uit drie lussen van zes holes, met elk een eigen karakter, lus 1 ligt in bossen, lus 2 in de velden en lus 3 in een ander bos.
De club beschikt over een putting green en een chipping green.